# Clairvaux
Pour les articles homonymes, voir Clairvaux (homonymie).
Ne doit pas être confondu avec Clairvaux-les-Lacs ou Clairvaux-d'Aveyron.
Pour l’article ayant un titre homophone, voir Clervaux.
Clairvaux est une localité de Ville-sous-la-Ferté et une ancienne commune française, située dans le département de l'Aube en région Grand Est.

## Histoire
Ancienne paroisse devenue commune en 1790, elle est rattachée dès 1797 à Ville-sous-la-Ferté. Clairvaux est essentiellement connu pour l'abbaye fondée par Bernard de Clairvaux en 1115, et transformée en maison centrale en 1804.
Le 13 janvier 1942 des otages sont fusillés à Clairvaux par l'occupant, au titre de représailles des attentats et sabotages. Parmi eux Léon Frot, conseiller municipal communiste de la ville de Paris.
Le 7 mars 1942, des otages sont fusillés à Clairvaux par l'occupant, au titre de représailles des attentats et sabotages. Parmi eux René Le Gall, conseiller municipal communiste de la ville de Paris, Maurice Romagnon, conseiller général communiste du département de l'Aube et Pierre Semard, dirigeant de la Fédération des cheminots (CGT) et dirigeant du Parti communiste français,.
Le même jour à midi sont exécutés 20 otages à Carlepont, parmi lesquels Corentin Cariou, Baptiste Léopold Réchossière et Pierre Rigaud.

## Démographie

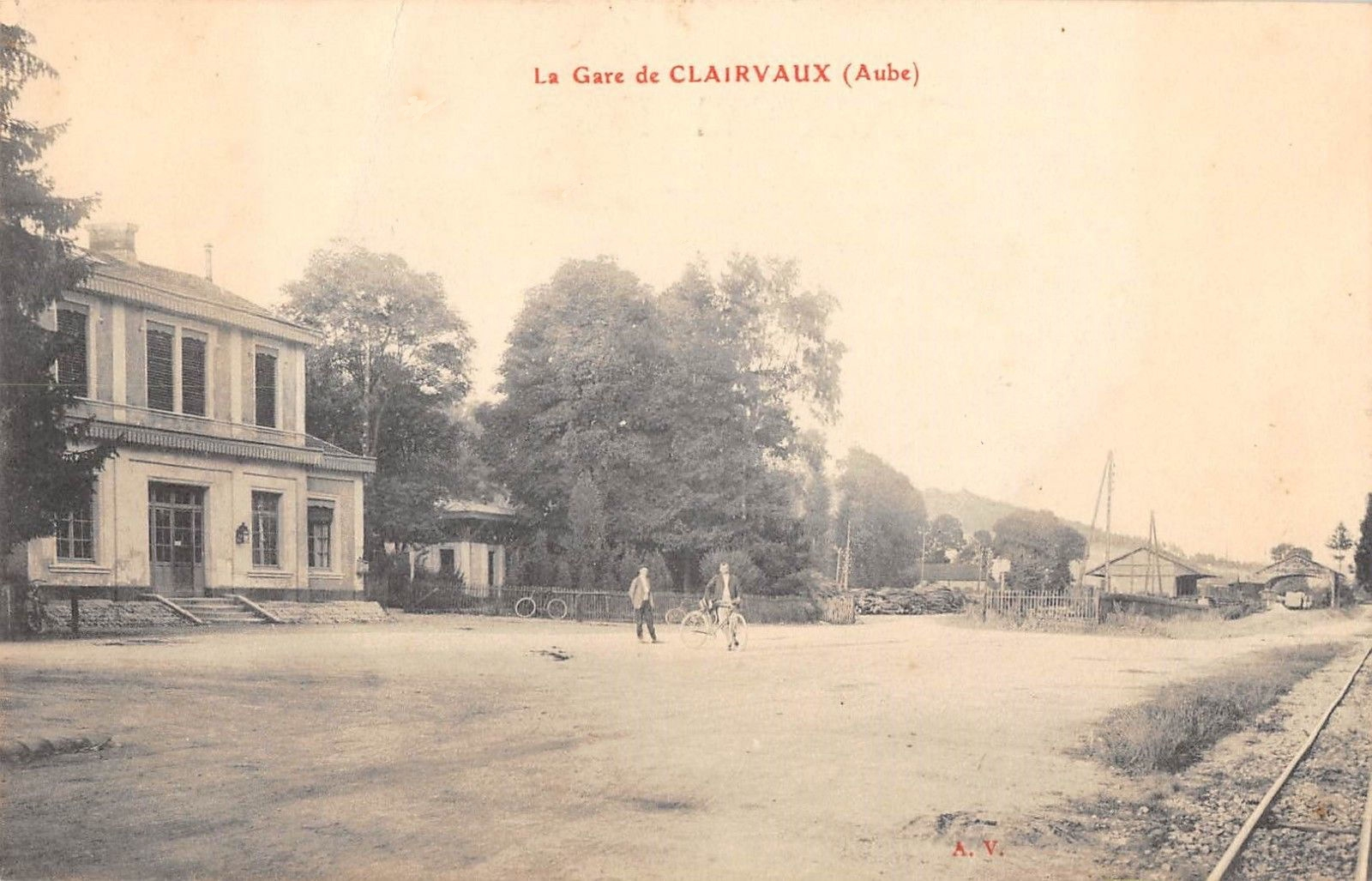
L'ancienne gare de Clairvaux.

| 1793 |
| ---- |
| 113  |

## Lieux et monuments
- L'abbaye de Clairvaux

## Personnalités liées à la commune
- Guillaume Flamang (1455-1520), poète et hagiographe, mort à Clairvaux.
- Claude Henri Belgrand de Vaubois (1748-1839), général des armées de la République, né à Clairvaux.